# Сражение под Красным
Сражение под Кра́сным (3 [15] ноября — 6 [18] ноября 1812) — боевые действия под городом Кра́сный (ныне посёлок в 45 км к юго-западу от Смоленска) между русской армией под командованием М. И. Кутузова и отступающей из России «Великой армией» Наполеона в ходе Отечественной войны 1812 года.
За четыре дня активных боевых действий французы понесли тяжёлые потери. Однако Наполеону всё же удалось избежать полного разгрома.

## Предшествующие события

### Отступление Наполеона от Смоленска
После оставления Москвы 18 октября со 100 тысячами боеспособных, но не обеспеченных войск, Наполеон стремился к ближайшей базе снабжения, находившейся в Смоленске. Русская армия в результате сражения под Малоярославцем 24 октября преградила путь французам через Калугу, Наполеон был вынужден отступать по опустошённой французами Смоленской дороге.
За три недели отступления к Смоленску «Великая Армия» разрушалась под действием целого ряда факторов: прежде всего голода, осознания поражения, практически полной потери лошадей, боеприпасов, а также усиливающегося давления русской армии, казаков и партизан. Кроме этого в начале ноября выпал снег, и температура опустилась ниже нуля, что увеличило потери французов.
Ещё в Дорогобуже Наполеон, желая дать войскам отдых и собрать отставших, решил укрепить фланги, и послал к Витебску IV корпус Евгения Богарне, чтобы поддержать Удино и Сен-Сира под Полоцком. Преследуемые казаками, французы были вынуждены бросить в дороге 60 орудий и весь обоз. Дойдя до Духовщины, но оставшись без артиллерии и кавалерии посреди враждебных лесов, Богарне повернул на Смоленск на соединение с главной армией. Корпус Богарне потерял на этом манёвре 6 тысяч солдат.
Прибыв в Смоленск с 9 по 15 ноября, французы не обнаружили больших запасов, которых хватило бы на всех. Довольствие удалось выдать организованно только гвардии, оставшиеся запасы толпы солдат просто разграбили. Из-за первых морозов участились случаи замерзания людей. Кроме того, после поражения Удино и Сен-Сира под Полоцком, а также ввиду приближения с юга Дунайской армии Чичагова, общее стратегическое положение Наполеона ухудшилось. Взвесив все обстоятельства, Наполеон решил продолжить отступление дальше на запад. 12 ноября из Смоленска на Оршу выступили корпуса Жюно и Понятовского (в связи с болезнью последнего, командование было передано Зайончку), 13 — Клапаред, 14 — Наполеон с гвардией. Даву оставался в Смоленске до 16 ноября, ожидая прихода Евгения Богарне и Нея.

«Отступление Наполеона из России». Нортен, Адольф

Потеряв контакт с Кутузовым, Наполеон ошибочно предполагал, что Кутузов также понёс потери и не способен активно преследовать. Не ожидая атак Кутузова, Наполеон приказал 11 ноября выступать из Смоленска отдельными корпусами. Такое решение имело основание: отрицательная температура исключала бивачное расположение частей, и следовательно каждый корпус в конце дневного перехода должен был прибыть в крупный населённый пункт для расположения на квартирах. Наполеон с гвардией выступил из Смоленска 14 ноября. Колонна французских войск сильно растянулась.
14 ноября корпуса Понятовского и Жюно, находясь в голове отступающих французов, миновали Красный и продолжили отступление на Оршу. На следующий день 15 ноября Наполеон с гвардией прибыл в Красный, в котором планировал остановиться на несколько дней, чтобы собрать для дальнейшего отступления отставшие войска: 6 тысяч 4-го корпуса Богарне, 9 тысяч 1-го корпуса Даву, и 8 тысяч 3-го корпуса Нея. Корпус Нея, находившийся в арьергарде, покинул Смоленск лишь 17 ноября.
По данным Шамбре, французская армия под Смоленском насчитывала до 50 тысяч солдат, из них 16 тыс. в гвардии. Всего 37 тыс. пехоты, 5100 конных и 7 тыс. в жандармерии, артиллерии и инженерных частях.
Вместе с регулярными французскими войсками уходили около 20 тысяч голодных и безоружных, совершенно небоеспособных солдат бывшей «Великой армии».

### Южный марш Кутузова

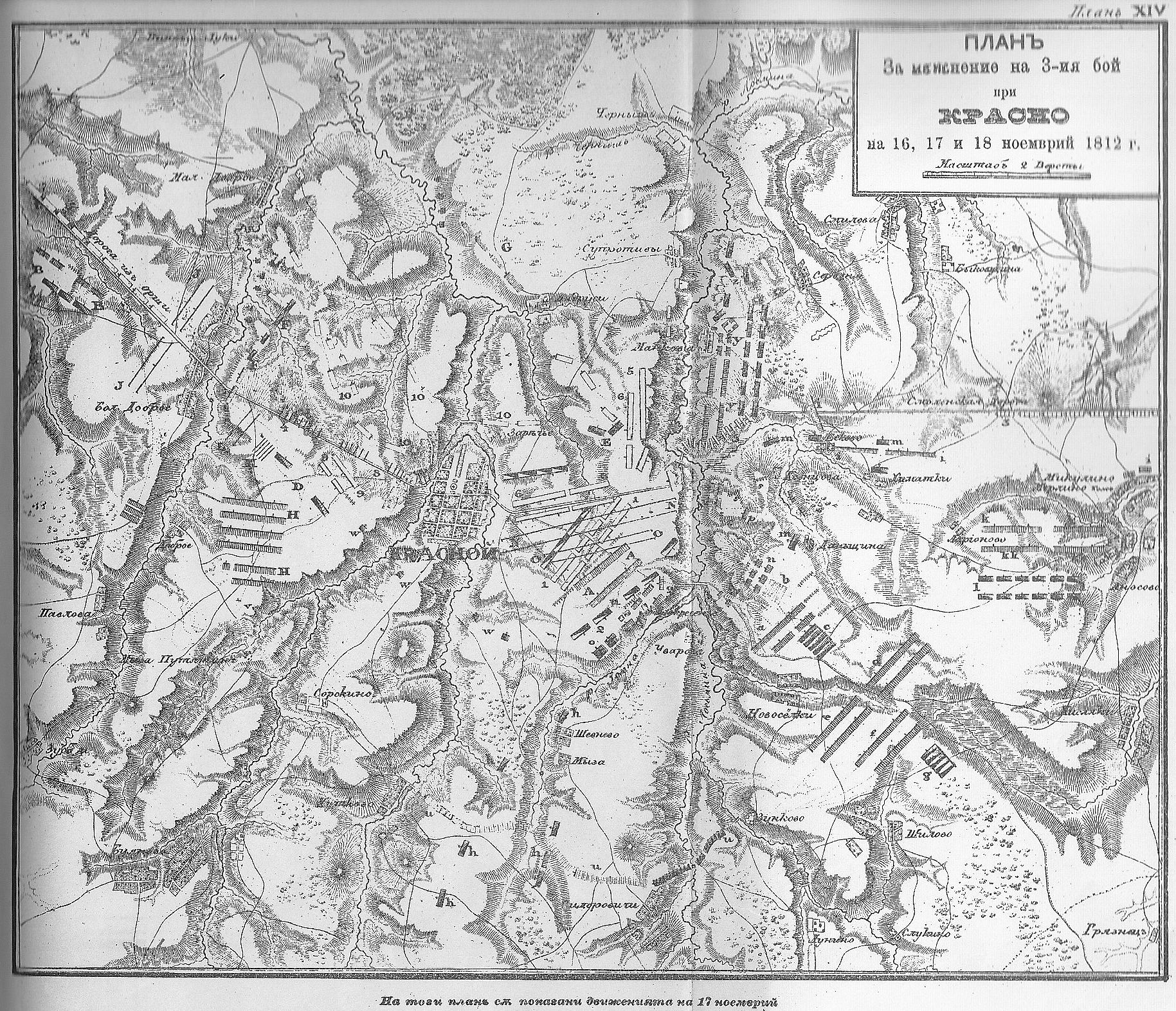
План битвы 16—18 ноября

В это же время русская армия двигалась параллельно французам по южной дороге, совершая так называемый фланговый марш. В районе Красного пути следования русской и французской армий пересекались. Имея гораздо лучшее снабжение, русская армия приблизилась к Красному в лучшем состоянии, однако она тоже понесла потери во время ускоренных маршей по заметённым дорогам: из Тарутино выступило 100 тысяч человек, через 3 недели осталось не более половины, при этом убыль в боях составила только 10 тысяч. Однако со временем часть отставших подошла. Зная о растянутости колонны французов, Кутузов решил атаковать их в районе Красного.
Утром 15 ноября летучий отряд Адама Ожаровского из Кутькова сделал удачный набег на Красный. В 4 часа дня Милорадович, получивший приказ отрезать противнику дорогу на Красный, подошёл к Смоленской дороге в районе Ржавки в момент, когда по ней двигалась гвардия Наполеона.
Всего под Красным Кутузов имел в своём распоряжении от 50 до 60 тысяч регулярных войск, значительное количество кавалерии и почти 500 орудий. Кроме того 20 тысяч казаков поддерживали главную армию, атакуя мелкими отрядами французов на всём пути отступления от Смоленска до Красного.
Французская армия выступила из Смоленска поэшелонно и растянулась на 4 перехода: голова её подходила к Красному, когда главные силы только трогались от Смоленска. У русской армии появилась возможность под Красным громить растянутые в марше корпуса французов поодиночке.

## 15 ноября: Разгром отряда Ожаровского

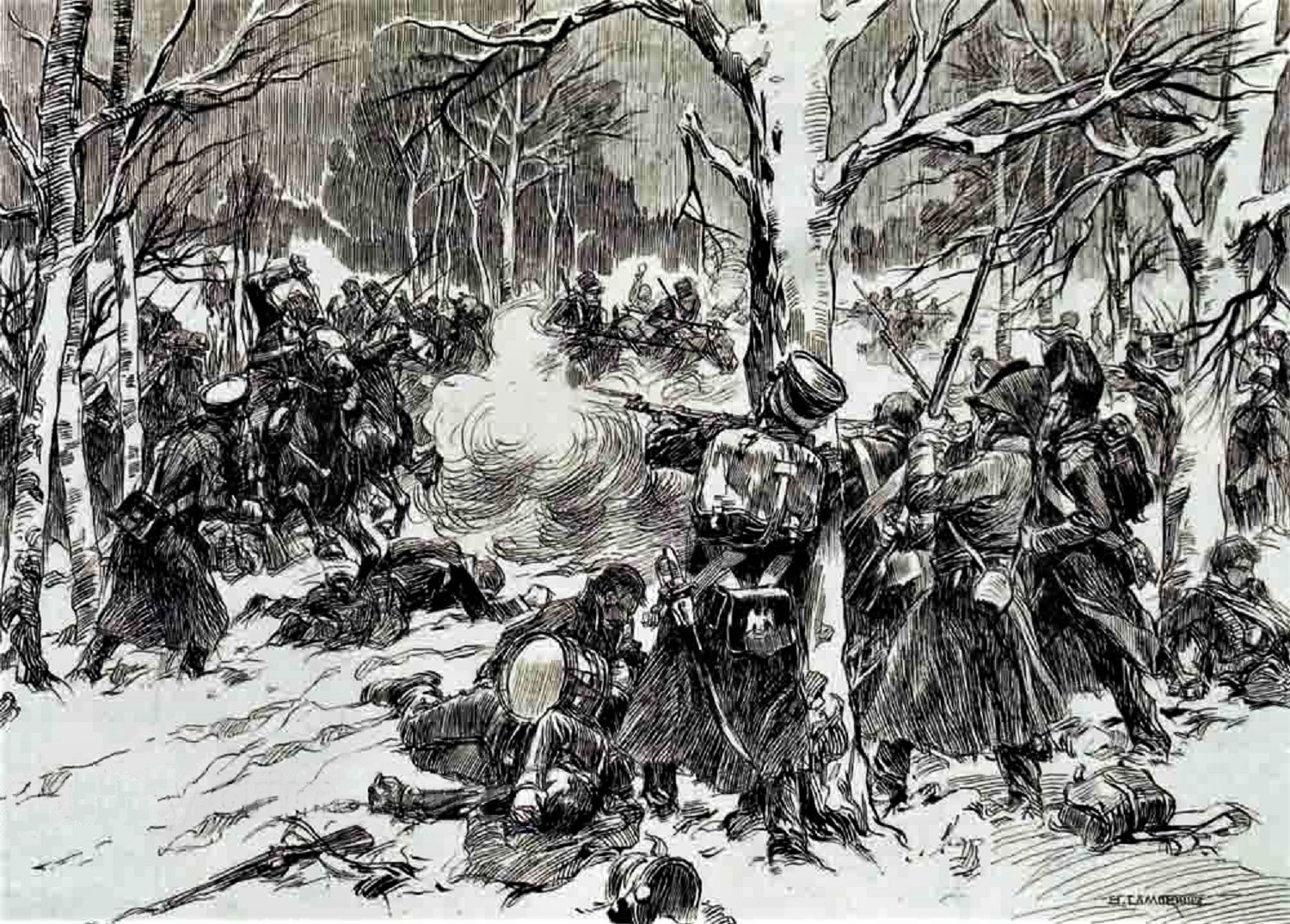
Н. С. Самокиш. Бой под Красным 15 ноября 1812 года. Гравюра

15 ноября на смоленской дороге в районе деревни Ржавки произошёл первый в ходе сражения боевой контакт. Милорадович вышел на позицию южнее дороги и при виде императорской гвардии во главе с Наполеоном не решился на атаку. Ограничившись артиллерийским обстрелом колонны, он пропустил Наполеона в город, захватив при этом 11 орудий и 2 тысячи пленных.

Наконец подошла старая гвардия, посреди коей находился сам Наполеон. Это было уже гораздо за полдень. Мы вскочили на конь и снова явились у большой дороги. Неприятель, увидя шумные толпы наши, взял ружье под курок и гордо продолжал путь, не прибавляя шагу. Сколько ни покушались мы оторвать хотя одного рядового от сомкнутых колонн, но они, как гранитные, пренебрегали все усилия наши и остались невредимыми… Я никогда не забуду свободную поступь и грозную осанку сих всеми родами смерти угрожаемых воинов! Осененные высокими медвежьими шапками, в синих мундирах, в белых ремнях с красными султанами и эполетами, они казались как маков цвет среди снежного поля! Будь с нами несколько рот конной артиллерии и вся регулярная кавалерия, бог знает для чего при армии влачившаяся, то как передовая, так и следующие за нею в сей день колонны вряд ли отошли бы с столь малым уроном, каковой они в сей день потерпели.
— Денис Давыдов, «Дневник партизанских действий 1812 года»
Далее при прохождении Наполеона через Никулино гвардия подверглась нападению летучего отряда Орлова-Денисова, но без особых потерь для французов. В конце дня Наполеон вошёл в Красный, его войска отогнали казаков Ожаровского. Наполеон планировал остаться в Красном на несколько дней, чтобы дать войскам возможность соединиться и отдохнуть.
После полуночи Наполеон обнаружил бивачные огни Ожаровского около Кутьково, на юг от Красного. Оценив изолированное положение от главных русских сил, Наполеон приказал молодой гвардии внезапно атаковать бивак, который даже не охранялся пикетом. Первоначально Наполеон поручил командовать операцией генералу Раппу, но в последний момент заменил его на генерала Роге. Генерал Роге разделил гвардию на три колонны и начал тихое выдвижение. В последовавшей схватке казаки были захвачены врасплох. Несмотря на отчаянное сопротивление отряд был полностью разбит и потерял половину людей пленными и убитыми. Отсутствие кавалерии у Роге не позволило организовать преследование.

## 16 ноября: поражение корпуса Богарне

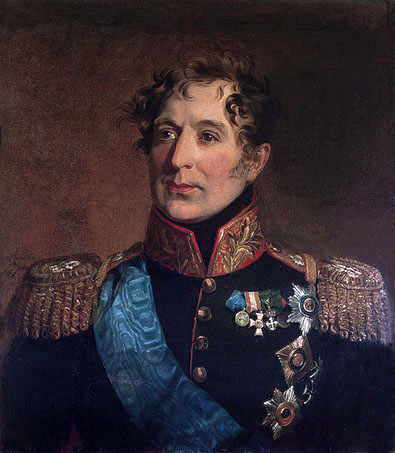
Генерал М. А. Милорадович

Сражение под Красным. Положение войск на 16 ноября

### Разгром корпуса Богарне
Следующий день был для русских войск более удачным. Около 4 часов дня по Смоленской дороге к Красному приблизился корпус Евгения Богарне. Милорадович, перехватив дорогу, нанёс удар по колонне французов. В этом бою корпус вице-короля потерял 2 тысячи только пленными от своих 6 тысяч (по другим сведениям, 1,5 тысячи), а также багаж и орудия. Потери русских составили всего 800 человек. Богарне спасло лишь то, что Кутузов, не желая большой битвы, приказал Милорадовичу отойти поближе к основной армии в Шилове. Пользуясь темнотой, остатки корпуса Богарне обошли расположение Милорадовича с севера и, сопровождаемые казаками, добрались до Красного.

### Кутузов в Шилове
Ранее в этот же день главная армия Кутузова полностью прибыла к Красному и заняла позиции между Новосёлками и Шиловом.
Накануне Сеславин столкнулся с большими силами французов под Лядами. Считая, что это сам Наполеон (на самом деле — корпуса Жюно и Понятовского), Сеславин сообщил об этом Кутузову. Вечером под давлением решительно настроенных генералов Толя и Коновницына Кутузов запланировал атаку Красного на следующий день, 17 ноября.
План сражения предусматривал деление армии на три части. Первая, под командованием Милорадовича, должна была атаковать остатки корпуса Богарне, а также приближающийся корпус Даву. Главная армия в Новосёлках и Шилове делилась на две части. Одна в 15 тысяч под командованием Голицына должна была атаковать Красный с фронта через Уварово. Другая (20 тысяч солдат), под командованием Тормасова, должна была обогнуть Красный с юга и перехватить путь отступления французов у Доброго. Кроме этого летучий отряд Ожаровского действовал самостоятельно северо-западнее Красного у деревни Синяки.
Некоторое время спустя около часу ночи Кутузов узнал от пленных, что Наполеон остался в Красном, и отменил наступательную операцию.

## 17 ноября: поражение корпуса Даву

Сражение под Красным. Положение войск на 17 ноября

### Даву в опасности
В 3 часа утра 17 ноября 9 тысяч солдат корпуса Даву снялись с лагеря, расположенного возле Ржавки, и начали спешный марш на Красный. Сообщение о поражении накануне корпуса Евгения Богарне настолько обескуражило Даву, что он решил отказаться от первоначального плана, согласно которому должен был ожидать корпус Нея, и только потом двигаться на соединение с Наполеоном. Около 9 часов головная колонна Даву (7500 человек и 15 орудий) поравнялась с русским авангардом.
Милорадович держал дорогу, по которой отступал Даву, под прицелом сильной батареи. Целый корпус французов, преследуемый многочисленной кавалерией и пехотой, расстреливался из орудий чуть ли не в упор. Однако Милорадович, получивший предписание Кутузова не отрезать противнику путь к отступлению, а лишь преследовать его, когда он пройдёт мимо, остановил своих солдат.
Тяжёлое положение Даву побудило Наполеона к более решительным действиям. Немедленно, ещё до восхода солнца, Наполеон подготовил гвардию к отвлекающей атаке против Милорадовича и главной армии Кутузова, надеясь на то, что Милорадович ослабит давление на Даву. Оставшаяся артиллерия бывшей «Великой Армии» и гвардия были построены для атаки.
К вечеру у Доброго был отрезан арьергард Даву с обозами. По данным, которые приводит Михневич, потери французов составили 6000 пленных, 45 орудий; русские войска потеряли не более 700 человек.
Одновременно остаткам корпуса Богарне было поручено выдвинуться на запад, для охраны пути отступления на Оршу. Наполеон надеялся удерживать русских до полного соединения с ним корпусов Даву и Нея, чтобы затем продолжать отступление до того, как Кутузов окончательно перережет ему путь отступления.

### Гвардия выступает
В 5 часов утра 11 тысяч солдат Императорской гвардии выдвинулись из Красного на юг и юго-запад. Войска были разделены на две колонны: 5 тысяч двигались по дороге на Смоленск, остальные 6 тысяч Молодой Гвардии под командой Роге направились на юг в направлении на Уварово. Левый фланг Молодой Гвардии был прикрыт элитным батальоном гренадер Старой Гвардии. Справа от всего боевого порядка были поставлены слабые остатки гвардейской кавалерии. Общее управление операцией было поручено маршалу Мортье.
Это неожиданное для всех выдвижение было ещё более эффектным из-за личного присутствия Наполеона. Со своей знаменитой шляпой в руках Наполеон шёл впереди старой гвардии, объявив: «Довольно уже я был императором; пора снова быть генералом».
Напротив Императорской гвардии находилась многочисленная русская пехота, поддержанная сильными артиллерийскими батареями. По описанию Сегюра: «Русские батальоны и батареи закрывали горизонт с трёх сторон — с фронта, с правого фланга и с нашего тыла».
Реакция Кутузова на движение французской гвардии была решительной и неоднозначной для его генералов. Русские полки перешли к обороне, продолжая артиллерийский обстрел гвардейцев Наполеона.

### Бой за Уварово
Утром гвардия императора атаковала Уварово, надеясь использовать деревню для прикрытия отступления корпуса французского маршала Даву. Уварово удерживалось лишь двумя батальонами пехоты Голицына, которые не могли оказать серьёзного сопротивления. Голицын оставил Уварово по приказу Кутузова и открыл по деревне ожесточённый артиллерийский огонь, нанёсший большой урон Молодой Гвардии.
Кутузов, стараясь сконцентрировать войска, приказал Милорадовичу придвинуться на запад и соединиться с войсками Голицына. Это решение Кутузова примечательно тем, что армии Голицына и Тормасова были уже соединены и находились в мощной оборонительной позиции. Милорадович лишился манёвра и шанса полностью уничтожить корпус Даву.
Ближе к полудню на дороге появился Даву, преследуемый казачьими командами. Русская артиллерия провожала французов картечными выстрелами, нанося опустошительные потери 1-му корпусу французов. Большинство багажа было потеряно, но значительное количество французской пехоты добрались до Красного.
Беннигсен, второй после Кутузова по старшинству генерал, приказал Голицыну отбить Уварово. Атака Голицына совпала по времени с контратакой колонны гвардейских вольтижёров. Голицын атаковал их двумя полками кирасир. Французы выстроились в каре и отбили две атаки, однако третья атака прорвала каре, и французы были истреблены либо захвачены в плен. Вторая линия французов выдвинулась было для поддержки вольтижёров, однако была отогнана плотным артиллерийским огнём.
Находившийся рядом 3-й (голландский) гренадерский полк Старой Гвардии оказался в критическом положении, понеся большие потери от артиллерийского огня. Роге попытался поддержать голландцев, атаковав русскую батарею 1-м гвардейским полком лёгкой пехоты, но атака рассыпалась под картечью и встречными атаками русской кавалерии. Голландцы потеряли 464 человека из 500.

### Наполеон отступает
Около 11 часов дня, когда императорская гвардия удерживала позицию возле Уварово, Наполеон получил донесение о готовности русских выдвинуться к Доброму на перехват пути отступления и о появлении в тылу отряда Ожаровского. Эти сведения, соединённые с данными о больших потерях Молодой Гвардии, заставили Наполеона принять решение о немедленном отступлении, не дожидаясь подхода корпуса Нея. Соображения Наполеона и его видение обстановки в тот момент передал в мемуарах его доверенный генерал Коленкур.
Наполеон под Красным (из мемуаров Коленкура):

Остановиться и поджидать друг друга, когда нечего есть, это значило бы поставить всё под угрозу, или, вернее, всё погубить, потому что таким путём нельзя было бы добиться желательного результата. Как могли бы мы кормить корпуса, если они перестанут двигаться? Мы стоим здесь 24 часа, и уже все умирают от голода. Если я двинусь на русских, они уйдут; я потерял бы время, а они выиграли бы пространство.

Император приказал Старой Гвардии вернуться в Красный и, соединившись с корпусом Евгения Богарне, выдвинуться на запад на Ляды и Оршу. Молодая Гвардия должна была пока оставаться возле Уварова, чтобы дать время Даву привести войска в порядок.
Старая Гвардия и 4-й корпус направились по дороге в Оршу. Толпы солдат заполонили дорогу. Вскоре Молодая Гвардия, опасаясь окружения, оставила позиции под Уваровом. Из первоначальной численности 6 тысяч человек в её рядах оставалась половина. 17 ноября стал самым кровавым днём в истории Молодой Гвардии.
Опасаясь наступления Кутузова, Даву и гвардия выступили из Красного. В Красном остался лишь слабый арьергард генерала Фридриха. 3-й корпус Нея этим утром только ещё выходил из Смоленска.

### Кутузов преследует
Кутузов, узнав, что Наполеон с главными силами находится перед ним, не позволил Голицыну и Милорадовичу преследовать французов и атаковать Красный и приказал Тормасову не подходить к дороге на Оршу. Он продолжал уклоняться от прямого столкновения с французами, оберегая солдат русской армии. После того как стало ясно, что Наполеон отступает, в 2 часа дня Кутузов направил Тормасова через Кутьково на Доброе.
Тормасову понадобилось около двух часов на марш, и, когда он достиг Доброго, возможность окружения французов была упущена. Тормасов лишь отрезал арьергард и обозы корпуса Даву. В Добром был захвачен личный багаж Даву, в том числе его маршальский жезл.
Около 3 часов дня Голицын обрушился на арьергард Фридриха, который был полностью изрублен. С наступлением ночи Кутузов разместил войска в Красном и его окрестностях, имея под рукой 70 тысяч солдат.
Маршал Ней, выступив из Смоленска 17 ноября, тем временем продолжал марш на Красный, не зная, что Великая Армия ушла дальше на запад, а дорога полностью перерезана русскими

## 18 ноября: Разгром корпуса Нея

Сражение под Красным. Положение войск на 18 ноября

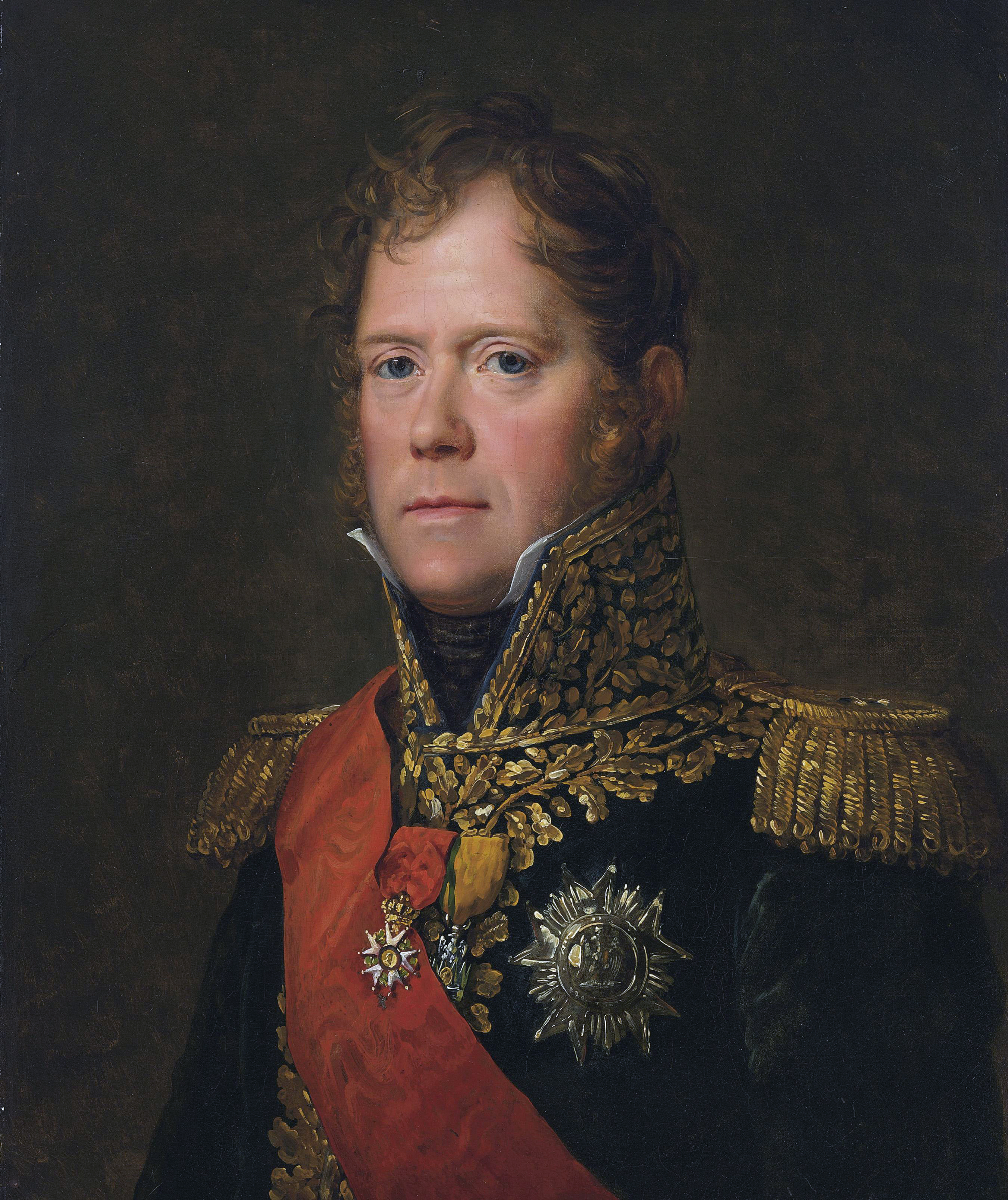
Маршал Франции Мишель Ней

18 ноября в 3 часа дня 3-й корпус маршала Нея, не знавшего, что Наполеон покинул Красный, вошёл в боевой контакт с войсками Милорадовича, который, увидев неприятеля, занял позицию на крутом берегу Лосьминки. Милорадович располагал 12 тысячами солдат. Ней имел под ружьём от 7 до 8 тысяч, от 400 до 500 кавалеристов и 12 орудий, ещё до 8 тысяч больных и раненых шли безоружной толпой вокруг колонны.
Полагая, что Даву находится в Красном прямо за позициями Милорадовича, Ней предпринял попытку пробиться. Нею приписывают слова «Победим русских их же оружием — штыками». Атака производилась без единого выстрела и сначала была успешной, однако последовавшая ожесточённая контратака заставила французов бежать и укрыться в ближайшем лесу. За лесом был едва замёрзший Днепр, со всех других сторон — превосходящие силы русских.
Безнадёжное положение 3-го корпуса французов побудило Милорадовича сделать предложение Нею о почётной сдаче. Ней отказался, однако 6 тысяч французов, в основном из сопровождающих корпус, сдались. 
Записки генерала Ермолова, начальника Главного штаба 1-й Западной армии, в Отечественную войну 1812 года:

 Я донёс Милорадовичу, что вышедшие из опушки леса неприятельские колонны, соединившись, взяли направление на нашу позицию, остановились недалеко от батарей наших и отправили от себя для переговоров офицера, который объявил, что число всех чинов, состоящих в колонне и сдающихся пленными, более шести тысяч человек; оружие у них далеко неравное числу людей, пушки ни одной.

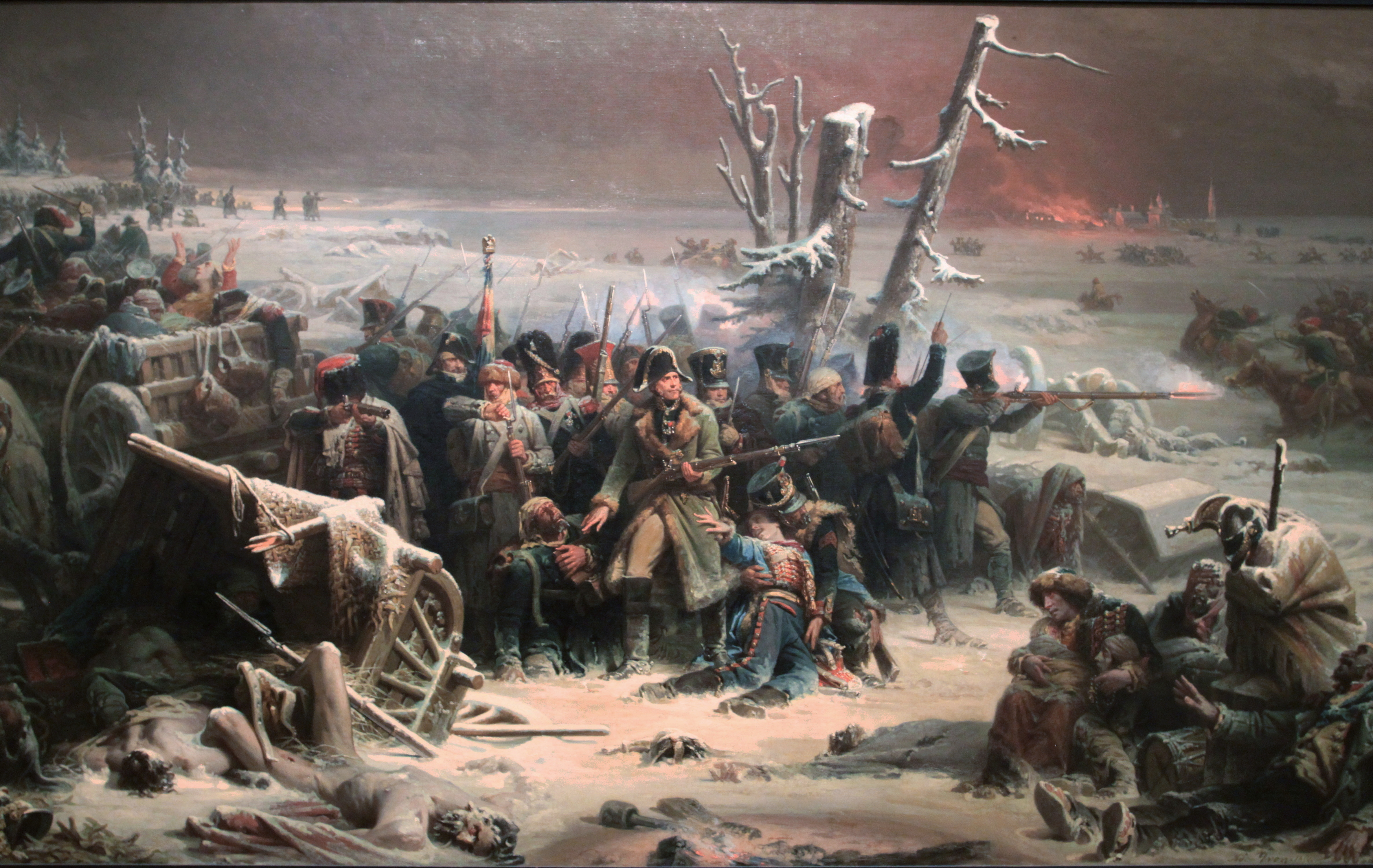
Солдаты маршала Нея, загнанные в лес. Худ. Адольф Ивон

Есть показания о командовании Нея в критический момент. Ней сказал своим офицерам:

«Продвигаться сквозь лес! Нет дорог? Продвигаться без дорог! Идти к Днепру и перейти через Днепр! Река ещё не совсем замёрзла? Замёрзнет! Марш!»
Ней с остатком корпуса в 3 тысячи человек ушёл на север, перешёл Лосьминку у Сырокоренья и по тонкому льду переправился через Днепр, потеряв множество людей утонувшими в полыньях. Русские потеряли его из виду. Преследуемый казаками, он добрался 20 ноября до расположения Наполеона в Орше, сохранив лишь 800—900 человек, согласно мемуарам полковника Фезенсака, который проделал этот путь с маршалом. Корпус Нея перестал существовать. Однако для деморализованной армии новость о соединении Наполеона с Неем имела моральный эффект победы.

## Итоги сражения

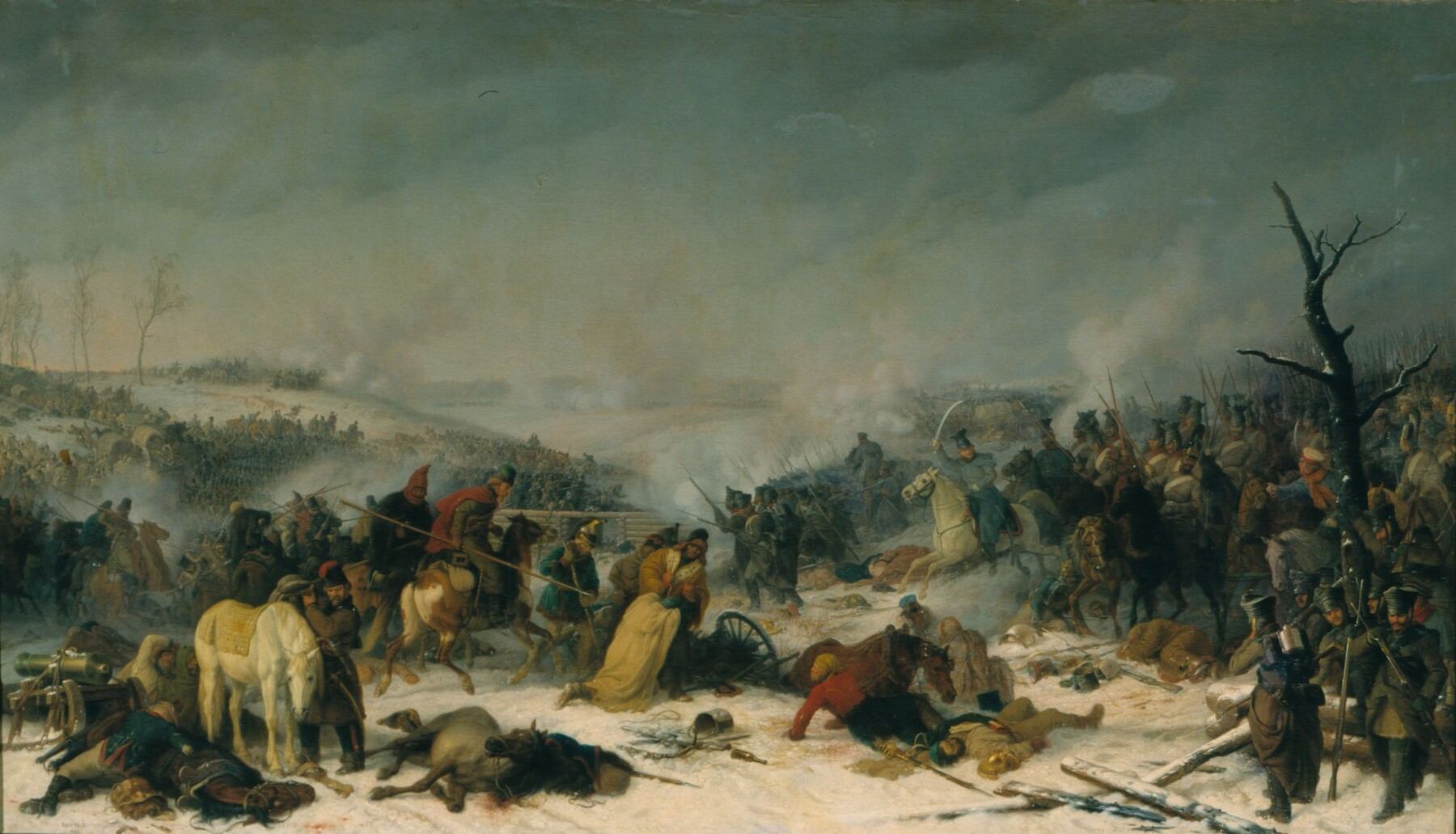
Сражение при Лосьмине 6 ноября 1812 года (прорыв Нея). Худ. Петер фон Гесс

Общие потери французов под Красным оцениваются между 6—13 тысячами убитых и раненых, а также 20—26 тысяч пленными. Клаузевиц оценил потери французской армии за 4 дня боёв в 33 тыс. человек и 230 орудий. Суммарные потери французов сравнимы с потерями при Бородине. Французы потеряли более 200 орудий и практически все орудийные заряды.
В надписи на 24-й стене Храма Христа Спасителя (Галерея воинской славы) указано, что с 14 по 18 ноября в боях под Красным у русских выбыло немногим более 2 тысяч солдат и офицеров.
Иногда временные рамки сражения ограничивают 16 и 18 ноября, и при подсчёте русских потерь не берут в рассмотрение поражение Ожаровского.
Сражение под Красным было выиграно ценой минимальных потерь в русской армии. Кутузов получил титул Князя Смоленского, а Платов — графское достоинство. Однако многие офицеры были недовольны действиями Кутузова, которые они считали нерешительными, и позволившими, как им казалось, уйти Наполеону от полного поражения.
Из воспоминаний Дениса Давыдова:

Сражение под Красным, носящее у некоторых военных писателей пышное наименование трёхдневного боя, может быть по всей справедливости названо лишь трёхдневным поиском голодных, полунагих французов; подобными трофеями могли гордиться ничтожные отряды вроде моего, но не главная армия. Целые толпы французов при одном появлении небольших наших отрядов на большой дороге поспешно бросали оружие.
Но русские войска, проделавшие огромный путь за отступающими французами по опустошённым местностям, страдали от тех же проблем, голода и холода.
Беннигсен утверждал, что значение боя под Красным было чрезмерно раздуто Кутузовым:

Из писем Беннигсена:

Все только с сожалением толковали и с горестью вспоминали о том, что можно было бы сделать в этот день, как вдруг, к величайшему изумлению, узнали, что сочинена реляция о кровопролитной битве, продолжавшейся три дня непрерывно, в которой французы были почти совершенно истреблены 5 ноября под Красным. В этой реляции упоминалось о всех орудиях, утраченных или покинутых французами на всем пути их отступления из Смоленска, исчислялись все больные и раненые, захваченные в различных госпиталях, все отсталые, взятые в плен в продолжении многих дней; число их было очень значительно.
Даже ближайшее окружение Кутузова не понимало, почему он не нанёс последний решительный удар по противнику, несмотря на неоднократно предоставлявшиеся возможности. По свидетельству квартирмейстера Щербинина, начиная с Малоярославца, Кутузов противодействовал планам П. П. Коновницына и К. Ф. Толя перекрыть Наполеону дороги на Вязьму, «не пускаясь с утомлённым войском на отвагу против неприятеля». В своих мемуарах английский посланник при штабе Кутузова Р. Вильсон отказывается от возникших у него подозрений в «трусости» Кутузова, но отмечает, что была «какая-то скрытая причина» для подобного поведения фельдмаршала. Отмечая, что русская армия, преследуя противника, также несла тяжёлые потери, Михневич приводит, верные, по его мнению, слова Кутузова: «Всё это [французская армия] развалится и без меня».
В результате сражения под Красным французским войскам был нанесен удар, который резко их ослабил. Во французской армии почти не осталось кавалерии и артиллерии. Вместе с тем, в трудной обстановке Наполеон сумел сохранить значительную часть боеспособных солдат.
Однако французской армии ещё только предстояло достигнуть границ Российской империи. Наполеон выступил из Орши 20 ноября в направлении к городу Борисову на реке Березина. Его преследовал Кутузов, с юга наперерез Наполеону подходила 25-тысячная русская армия Чичагова. На севере французы едва удерживали 30-тысячную армию Витгенштейна.

## Комментарии
1. ↑  «Я как теперь вижу графа Орлова-Денисова, гарцующего у самой колонны на рыжем коне своём, окружённого моими ахтырскими гусарами и ординарцами лейб-гвардии казацкого полка. Полковники, офицеры, урядники, многие простые казаки бросались к самому фронту, — но всё было тщетно! Колонны валили одна за другою, отгоняя нас ружейными выстрелами, и смеялись над нашим вокруг них безуспешным рыцарством. В течение дня сего мы ещё взяли одного генерала, множество обозов и пленных до семисот человек; но гвардия с Наполеоном прошла посреди толпы казаков наших, как стопушечный корабль между рыбачьими лодками». — Давыдов Д. В. Гусарская исповедь. Дневник партизанских действий 1812 года
2. ↑  «…в ту же ночь Ожаровский поражён был в селе Куткове. Справедливое наказание за бесполезное удовольствие глядеть на тянувшиеся неприятельские войска и после спектакля ночевать в версте от Красного, на сцене между актёрами. Генерал Роге, командовавший молодою гвардиею, подошёл к Куткову во время невинного усыпления отряда Ожаровского и разбудил его густыми со всех сторон ружейными выстрелами. Можно вообразить свалку и сумятицу, которая произошла от сего внезапного пробуждения! Все усилия самого Ожаровского и полковника Вуича, чтобы привести в порядок дрогнувшие от страха и столпившиеся в деревне войска их, были тщетны! К счастью, Роге не имел с собою кавалерии, что способствовало Ожаровскому, отступя в Кутково, собрать отряд свой и привести оный в прежде бывший порядок, с минусом половины людей». — Давыдов Д. В. Гусарская исповедь. Дневник партизанских действий 1812 года
3. ↑  Русскими взято в боях 116 орудий, ещё 112 были брошены самими французами[39].
4. ↑  «После всего этого ты видишь, что трофеев у нас много; лавров девать некуда; а хлеба — ни куска… Ты не поверишь, как мы голодны! По причине крайне дурных дорог и скорого хода войск наши обозы с сухарями отстали; все окрестности сожжены неприятелем, и достать нигде ничего нельзя. У нас теперь дивятся, как можно есть! и не верят тому, кто скажет, что он ел». — Глинка Ф. Н. Письма русского офицера (1812—1814)